# Abborrtjärnen (Nederluleå socken, Norrbotten)
Abborrtjärnen är en sjö i Luleå kommun i Norrbotten och ingår i Alåns huvudavrinningsområde.